# Jack Black
Thomas Jacob Black (Santa Mónica, California, 28 de agosto de 1969), más conocido como Jack Black, es un actor, cantante, músico, comediante y productor musical estadounidense. Entre su extensa filmografía, Black ha protagonizado películas tales como Amor ciego, King Kong, Nacho Libre, Tropic Thunder, The Holiday, Goosebumps, Bernie, Jumanji, Kung Fu Panda, Super Mario Bros la película y Una película de Minecraft.

## Biografía

### Primeros años
Hijo de Thomas William Black (de ascendencia inglesa, escocesa, irlandesa y alemana) y Judith Cohen (criada como judía), y descendiente del inglés Jack Black, fue criado judío, asistió a una escuela hebrea y tuvo una celebración de Bar Mitzvah.
Los padres de Black se divorciaron cuando tenía 10 años; él se trasladó a Culver City con su padre y con frecuencia visitaba la casa de su madre.

### Educación
Sus padres lo inscribieron en una escuela secundaria privada diseñada específicamente para los estudiantes con dificultades en el sistema escolar tradicional.
Black también asistió a una escuela de Santa Mónica, California, donde se destacó en drama. Más tarde asistió a la Universidad de California en Los Ángeles.

## Carrera

### Carrera actoral
Jack Black comenzó su carrera en 1982, a los 13 años, haciendo una aparición en un anuncio para el videojuego Pitfall de Activision.
Estando en la Universidad de California, se une al grupo actoral The Actor's Gang, en donde conoce a Kyle Gass, con quien forjaría amistad, y por mediación de éste conoce al actor Tim Robbins, quien le consigue un papel en la película Ciudadano Bob Roberts (1992). Tras participar como actor secundario en películas como Dead Man Walking (1995) o The Cable Guy (1996), Black obtiene fama internacional por su papel en Alta fidelidad (2000). A partir de ese momento comienza a protagonizar comedias como Amor ciego (2001) (junto a Gwyneth Paltrow) o Escuela de rock (2003), siendo esta última una de sus películas más populares. En 2005, Peter Jackson lo contrata para la superproducción King Kong, y un año más tarde debuta como productor en la comedia protagonizada por él mismo, Nacho Libre.
En 2006, además de presentar los Nickelodeon Kids' Choice Awards (algo que repetiría en 2008 y 2011), protagoniza la película Tenacious D in The Pick of Destiny junto a su amigo Kyle Gass, cuya banda sonora conforma el segundo álbum de estudio de su banda de rock, Tenacious D. La película tuvo apariciones de músicos como Ronnie James Dio, Meat Loaf, y Dave Grohl, además de actores como Ben Stiller, Tim Robbins, Amy Poehler y Amy Adams.
En 2009 da imagen y voz a Eddie Riggs, personaje principal del videojuego Brütal Legend. En 2015 protagoniza la película cómica y de terror Goosebumps, basada en los famosos cuentos homónimos de terror infantiles. Black interpreta a R.L. Stine, autor de estos cuentos, pero con una trama fantástica.
Black estuvo haciendo apariciones en varios videos musicales de artistas como Die Antwoord y Gorillaz. En 2017 aparece en la readaptación del libro Jumanji (que se había adaptado a película en 1995, convirtiéndose en un clásico del cine), titulada Jumanji: Welcome to the Jungle, donde interpreta al Profesor Shelly Oberon, un paleontólogo que es un personaje del juego de Jumanji que en esta nueva adaptación ocurre dentro de un videojuego.
En 2023 protagoniza otra película taquillera al dar voz al personaje de Bowser en Super Mario Bros.: la película. En 2025 protagoniza Una película de Minecraft de Warner Bros. Pictures como Steve junto a Jason Momoa. 

### Carrera musical

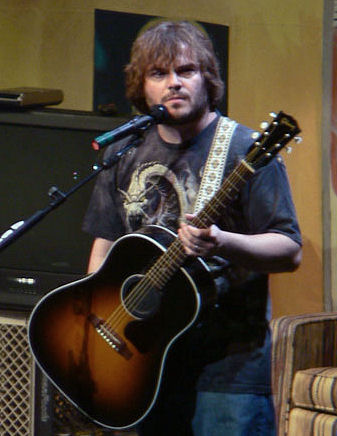
Jack Black en un concierto de su banda de rock, Tenacious D, en 2006.

Tras haber conocido en California a Kyle Gass, este le enseña a tocar la guitarra, y más tarde ambos deciden comenzar juntos una banda de rock llamada Tenacious D. 
En 1997, hacen una serie de televisión para HBO llamada Tenacious D, la cual cuenta de manera cómica las desventuras del dúo. La serie contó con solo una temporada de 6 episodios pero con ello la banda comenzó a darse a conocer.
En 2001, el grupo lanza su primer álbum. En 2006, Jack Black y Kyle Gass estrenan una película semiautobiográfica a modo de comedia musical titulada Tenacious D in The Pick of Destiny. La banda sonora de la película fue hecha por ellos mismos y esto a su vez fue su segundo álbum de estudio: The Pick of Destiny. Desde entonces la banda ha sacado cuatro álbumes de estudio.
En 2015, el dúo Tenacious D gana el premio Grammy a “mejor interpretación de metal” por el cover del tema The Last in Line de Ronnie James Dio.
Jack Black por su cuenta ha colaborado además con grupos como Foo Fighters, Eagles of Death Metal, Sum 41, Gorillaz, entre otros. En 2023, la canción Peaches, interpretada por Jack Black para la banda sonora de la película de Super Mario Bros., fue nominada al Globo de oro por “mejor canción original”.

## Vida privada
Jack Black se casó con la artista y cantante Tanya Haden en 2006, con quien tuvo dos hijos, Samuel (n. 10 de junio de 2006) y Thomas (n. 23 de mayo de 2008).
Aunque ateo, se identifica a sí mismo como judío, y tomó la decisión de criar a sus hijos en la fe judía.

## Filmografía

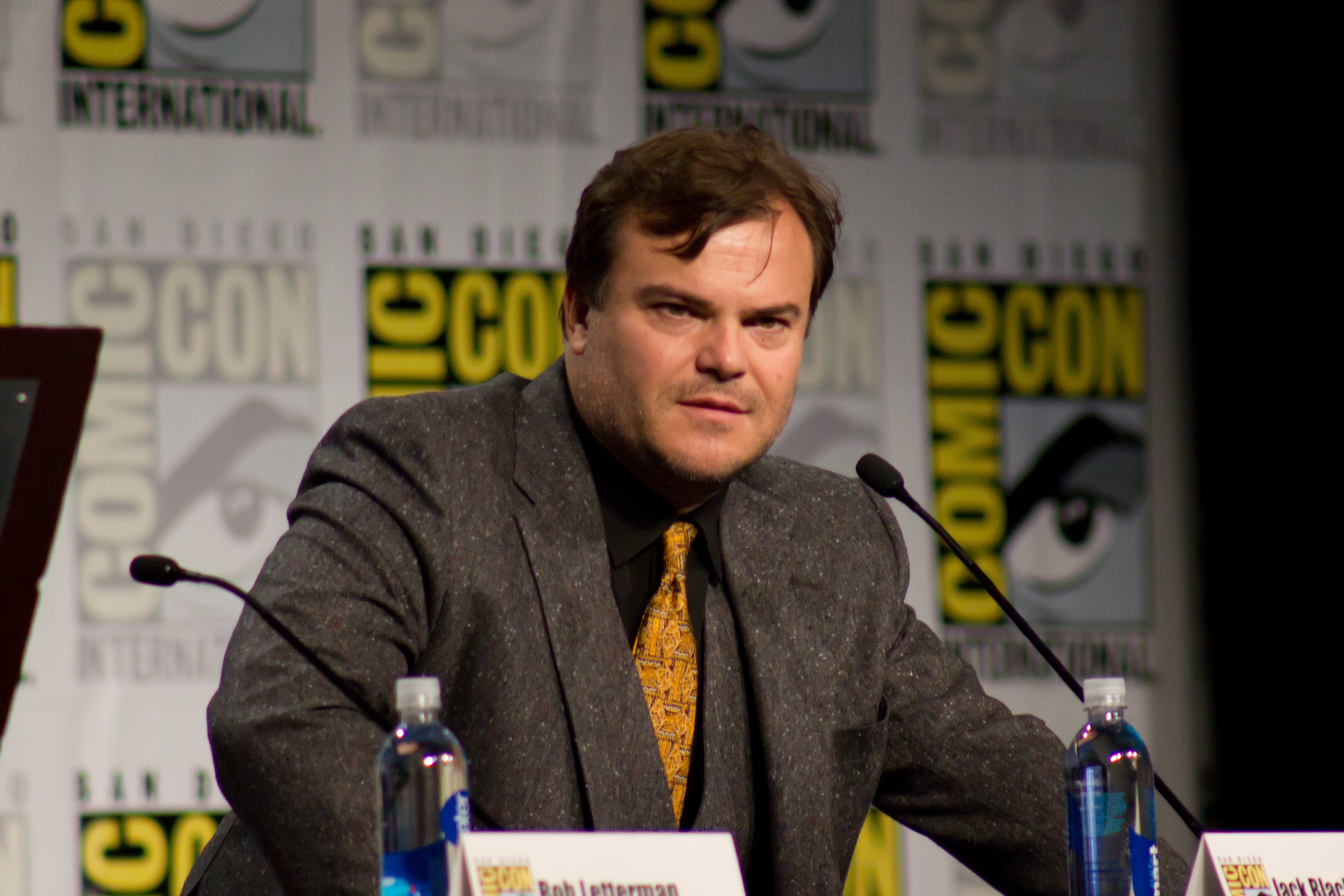
Jack Black en rueda de prensa de la Comic-Con, promocionando la película Goosebumps en 2014.

### Cine
| Año  | Título                                                                                 | Rol                                | Notas                |
| ---- | -------------------------------------------------------------------------------------- | ---------------------------------- | -------------------- |
| 1992 | Bob Roberts                                                                            | Roger Davis                        |                      |
| 1993 | Airborne                                                                               | Augie                              |                      |
| 1993 | Demolition Man                                                                         | Wasteland Scrap                    |                      |
| 1994 | The Neverending Story III: Escape from Fantasia                                        | Slip                               |                      |
| 1995 | Bye Bye Love                                                                           | DJ en fiesta                       |                      |
| 1995 | Waterworld                                                                             | Piloto de avioneta                 |                      |
| 1995 | Dead Man Walking                                                                       | Craig Poncelet                     |                      |
| 1996 | Bio-Dome                                                                               | Tenacious D                        |                      |
| 1996 | The Cable Guy                                                                          | Rick Legatos                       |                      |
| 1996 | The Fan                                                                                | Técnico radiofónico                |                      |
| 1996 | Mars Attacks!                                                                          | "Billy" Glenn Norris               |                      |
| 1996 | Crossworlds                                                                            | Steve                              |                      |
| 1997 | The Jackal                                                                             | Ian Lamont                         |                      |
| 1998 | Johnny Skidmarks                                                                       | Jerry                              |                      |
| 1998 | Bongwater                                                                              | Devlin                             |                      |
| 1998 | Enemy of the State (Enemigo público [Esp])                                             | Fiedler                            |                      |
| 1998 | I Still Know What You Did Last Summer (Aún sé lo que hicisteis el último verano [Esp]) | Titus Telesco                      | No acreditado        |
| 1999 | El profesor Zinzin                                                                     | Jackman Parker                     |                      |
| 1999 | The Love Letter                                                                        | Pescador (no acreditado)           |                      |
| 1999 | Cradle Will Rock                                                                       | Sid                                |                      |
| 1999 | Jesus' Son                                                                             | Georgie                            |                      |
| 2000 | High Fidelity                                                                          | Barry                              |                      |
| 2001 | Frank's Book                                                                           | Performance hipster                | Corto                |
| 2001 | Saving Silverman                                                                       | J.D.                               |                      |
| 2001 | Shallow Hal                                                                            | Hal Larson                         |                      |
| 2002 | Orange County                                                                          | Lance Brumder                      |                      |
| 2002 | Run Ronnie Run!                                                                        | Lead chimney sweep                 |                      |
| 2002 | Ice Age                                                                                | Zeke                               |                      |
| 2003 | Melvin Goes to Dinner                                                                  | Paciente mental                    |                      |
| 2003 | School of Rock (Escuela de rock [Esp])                                                 | Dewey Finn                         |                      |
| 2004 | Envy                                                                                   | Nick Vanderpark                    |                      |
| 2004 | Anchorman: The Legend of Ron Burgundy                                                  | Motociclista                       |                      |
| 2004 | Shark Tale (El espantatiburones [Esp])                                                 | Lenny                              | Voz                  |
| 2005 | King Kong                                                                              | Carl Denham                        |                      |
| 2005 | Awesometown                                                                            | George Washington                  |                      |
| 2006 | Nacho Libre                                                                            | Ignacio "Nacho"                    |                      |
| 2006 | Tenacious D in The Pick of Destiny                                                     | Él mismo                           |                      |
| 2006 | The Holiday                                                                            | Miles                              |                      |
| 2007 | WWE Velocity                                                                           |                                    |                      |
| 2007 | Margot at the Wedding                                                                  | Malcolm                            |                      |
| 2007 | Walk Hard: The Dewey Cox Story                                                         | Paul McCartney                     | Cameo. No acreditado |
| 2008 | Be Kind Rewind                                                                         | Jerry                              |                      |
| 2008 | Kung Fu Panda                                                                          | Po                                 | Voz                  |
| 2008 | Secrets of the Furious Five                                                            | Po                                 | Voz. Corto           |
| 2008 | Prop 8: The Musical                                                                    | Jesu Cristo                        | Corto                |
| 2008 | Tropic Thunder                                                                         | Jeff Portnoy                       |                      |
| 2009 | Year One                                                                               | Zed                                |                      |
| 2010 | Kung Fu Panda Holiday                                                                  | Po                                 | Voz. Corto           |
| 2010 | Gulliver's Travels (Los viajes de Gulliver [Esp])                                      | Lemuel Gulliver                    |                      |
| 2011 | Kung Fu Panda 2                                                                        | Po                                 | Voz                  |
| 2011 | Kung Fu Panda: Secrets of the Masters                                                  | Po                                 | Voz. Corto           |
| 2011 | Bernie                                                                                 | Bernie Tiede                       |                      |
| 2011 | The Big Year (El gran año [Esp])                                                       | Brad Harris                        |                      |
| 2011 | The Muppets (Los Muppets [Esp])                                                        | Él mismo                           |                      |
| 2014 | Sex Tape                                                                               | Dueño de YouPorn                   |                      |
| 2015 | The D Train                                                                            | Dan Landsman                       |                      |
| 2015 | Goosebumps                                                                             | R. L. Stine                        |                      |
| 2016 | Kung Fu Panda 3                                                                        | Po                                 | Voz                  |
| 2016 | Kung Fu Panda: Secrets of the Scroll                                                   | Po                                 | Voz                  |
| 2017 | The Polka King (El rey de la polca [Esp])                                              | Jan Lewan                          | También productor    |
| 2017 | Jumanji: Welcome to the Jungle                                                         | Profesor Shelly Oberonun           |                      |
| 2018 | Don't Worry, He Won't Get Far on Foot                                                  | Dexter                             |                      |
| 2018 | Unexpected Race                                                                        | Sheriff                            |                      |
| 2018 | The House with a Clock in Its Walls                                                    | Barnavelt                          |                      |
| 2018 | Goosebumps 2: Haunted Halloween                                                        | R.L. Stine                         |                      |
| 2019 | Jumanji: The Next Level                                                                | Profesor Shelly Oberonun           |                      |
| 2022 | Weird: The Al Yankovic Story                                                           | Wolfman Jack                       |                      |
| 2023 | Super Mario Bros. La película                                                          | Bowser                             | Voz                  |
| 2024 | Kung Fu Panda 4                                                                        | Po                                 | Voz                  |
| 2024 | Dear Santa                                                                             | Asmodeus / "Satan" / "Santa Claus" |                      |
| 2025 | A Minecraft Movie (Una película de Minecraft [Esp])                                    | Steve                              |                      |
| TBA  | Apollo 10½                                                                             |                                    | Posproducción        |
| TBA  | Borderlands                                                                            | Claptrap                           | Posproducción        |

### Televisión
| Año        | Título                                     | Personaje                                 | Notas                                                               |
| ---------- | ------------------------------------------ | ----------------------------------------- | ------------------------------------------------------------------- |
| 1984       | The Fall Guy                               | Amigo de Colt                             | Episodio: "Old Heroes Never Die"                                    |
| 1985       | The New Leave It to Beaver                 | Nick                                      | Episodio: "Movin' On"                                               |
| 1991       | Our Shining Moment                         | Chico adolescente                         | Piloto                                                              |
| 1992       | The Golden Palace                          | Taxista                                   | Episodio: "Seems Like Old Times: Part 2"                            |
| 1992       | Great Scott!                               | Ray                                       | Episodio: "Book Crook"                                              |
| 1993       | Life Goes On                               | Skinhead                                  | Episodio: "Incident on Main"                                        |
| 1993       | Northern Exposure (Doctor en Alaska [Esp]) | Kevin Wilkins                             | Episodio: "A River Doesn't Run Through It"                          |
| 1993       | Marked for Murder                          | Ladrón de autos                           | Película de televisión                                              |
| 1994       | Justicia a ciegas                          | Private                                   |                                                                     |
| 1994       | The Innocent                               | Marty Prago                               |                                                                     |
| 1995       | All-American Girl                          | Tommy                                     | Episodio "A Night at the Oprah"                                     |
| 1995       | Pride & Joy                                | Hombre                                    | Episodio: "Brenda's Secret"                                         |
| 1995       | The Single Guy                             | Randy                                     | Episodio: "Sister"                                                  |
| 1995       | Touched by an Angel                        | Monte                                     | Episodio: "Angels on the Air"                                       |
| 1995       | The X-Files                                | Bart "Zero" Liquori                       | Episodio: "D.P.O."                                                  |
| 1995–1996  | Mr. Show with Bob and David                | Varios personajes                         | 4 Episodios                                                         |
| 1995–1996  | Picket Fences                              | Curtis Williams                           | 2 Episodios                                                         |
| 1997–2000  | Tenacious D                                | Él mismo                                  | 6 Episodios. También cocreador, escritor y productor                |
| 1999       | Heat Vision and Jack                       | Jack                                      | Episodio Piloto                                                     |
| 2002       | 2002 MTV Movie Awards                      | Él mismo (Anfitrión)                      | Especial de televisiónl                                             |
| 2002       | The Andy Dick Show                         | J.D.                                      | Episodio: "Flipped"                                                 |
| 2002       | Clone High                                 | Pusher / Larry Hardcore                   | Voz. Episodio: "Raisin the Stakes"                                  |
| 2002       | Crank Yankers                              | Tenacious D                               | Episodio: "#1.3"                                                    |
| 2002       | Mad TV                                     |                                           | Episodio: "#7.22"                                                   |
| 2003       | Player$                                    |                                           | Episodio: "Tenacious D a la Mode"                                   |
| 2003       | Will & Grace                               | Dr. Isaac Hershberg                       | Episodio: "Nice in White Satin"                                     |
| 2003, 2004 | Computerman                                | Computerman                               | 6 Episodios. También productor ejecutivo                            |
| 2003, 2004 | Time Belt                                  |                                           | 2 Episodios                                                         |
| 2004       | Cracking Up                                | Brian                                     | Episodio: "Scared Straight"                                         |
| 2004       | Tom Goes to the Mayor                      | Trapper JB                                | Voz. Episodio: "Bear Traps"                                         |
| 2006       | Kids' Choice Awards                        | Él mismo (Anfitrión)                      | Especial de televisión                                              |
| 2006       | MTV Video Music Awards                     |                                           |                                                                     |
| 2007       | Acceptable.TV                              | Productor ejecutivo                       |                                                                     |
| 2007       | The Naked Trucker and T-Bones Show         | Jables                                    | Episodio: "Break-Up"                                                |
| 2007       | The Simpsons                               | Milo                                      | Voz. Episodio: "Husbands and Knives"                                |
| 2008       | Sesame Street                              | Él mismo                                  | Episodio: "The Golden Triangle of Destiny"                          |
| 2008       | Kids' Choice Awards                        | Él mismo (Anfitrión)                      | Especial de televisión                                              |
| 2008       | Spike Video Game Awards                    |                                           |                                                                     |
| 2009       | The Office                                 | Él mismo (como Sam)                       | Episodio: "Stress Relief"                                           |
| 2009       | Yo Gabba Gabba!                            | Él mismo                                  | Episodio: "New Friends"                                             |
| 2010       | Community                                  | Buddy Austin                              | Episodio: "Investigative Journalism"                                |
| 2010       | iCarly                                     | Aspartamay                                | Episodio: "iStart a Fanwar"                                         |
| 2011       | Kids' Choice Awards                        | Él mismo (Anfitrión)                      | Especial de televisión                                              |
| 2012, 2015 | Comedy Bang! Bang!                         | Él mismo                                  | 2 Episodios                                                         |
| 2013–18    | Drunk History                              | Varios                                    | 5 Episodios                                                         |
| 2013       | Metalocalypse: The Doomstar Requiem        | Dethklok's original manager / Fat Blogger | Voz. Especial de televisión                                         |
| 2015       | Workaholics                                | Pritchard DeMamp                          | Episodio: "Gramps DeMamp is Dead"                                   |
| 2015       | The Brink                                  | Alex Talbot                               | 10 Episodios. También productor                                     |
| 2015       | Documentary Now!                           | Jamison Friend                            | Episodio: "Dronez: The Hunt for El Chingon"                         |
| 2016       | Panda Republic                             | Narrador                                  | Voz. Documental                                                     |
| 2017       | Great Minds with Dan Harmon                | Ludwig van Beethoven                      | Episodio: "Ludwig van Beethoven"                                    |
| 2017       | The Last Man on Earth                      | Contralmirante Roy Billups                | Episodio: "M.U.B.A.R."                                              |
| 2018       | Tenacious D in Post-Apocalypto             | Él mismo                                  | Voz. 6 Episodios. También cocreador, director, escritor y productor |
| 2020       | Celebrity Escape Room                      | Él mismo (Anfitrión)                      | Especial de televisión                                              |
| 2020       | Home Movie: The Princess Bride             | Dread Pirate Roberts                      | 2 Episodios                                                         |
| 2023       | The Mandalorian                            | Captain Bombardier                        | 1 Episodio "Guns For Hire"                                          |

### Videojuegos
| Año  | Título                       | Personaje                      | Notas                                                   |
| ---- | ---------------------------- | ------------------------------ | ------------------------------------------------------- |
| 2005 | Peter Jackson's King Kong    | Carl Denham                    | Spike Video Game Award por Mejor desempeño por un varón |
| 2005 | Peter Jackson's King Kong    | Carl Denham                    | Spike Video Game Award por Mejor reparto                |
| 2010 | Brutal Legend                | Eddie Riggs                    | Spike Video Game Award por Mejor voz                    |
| 2014 | Broken Age                   | Harm'ny Lightbeard             |                                                         |
| 2015 | Goosebumps: Night of Scares  | R. L. Stine y Slappy the Dummy |                                                         |
| 2020 | Goosebumps Dead of Night     | R. L. Stine y Slappy the Dummy |                                                         |
| 2020 | Tony Hawk's Pro Skater 1 + 2 | Officer Dick                   |                                                         |
| 2021 | Psyconauts 2                 | The Mote of Light              |                                                         |

### Anuncios de televisión
| Año  | Título             | Papel |
| ---- | ------------------ | ----- |
| 1982 | Anuncio de Pitfall | Niño  |

### Productor
- 2015: Madame X (miniserie de HBO)
- 2013: Ghost Girls (serie de televisión)
- 2007: Year of the Dog (productor)
- 2007: Acceptable TV (serie de televisión; productor ejecutivo)
- 2006: Tenacious D in The Pick of Destiny (productor)
- 2006: Nacho Libre (productor)
- 2006: Channel 101 (productor ejecutivo)
- 2003: Computerman (serie de televisión; productor ejecutivo)
- 2003: 60 Spins Around the Sun (productor ejecutivo)
- 2003: Escuela de rock (productor)
- 1999: Tenacious D (serie de televisión; productor ejecutivo)

## Premios

### Premios Globo de Oro
| Año  | Categoría                       | Película                      | Resultado |
| ---- | ------------------------------- | ----------------------------- | --------- |
| 2003 | Mejor actor - Comedia o musical | Escuela de rock               | Nominado  |
| 2011 | Mejor actor - Comedia o musical | Bernie                        | Nominado  |
| 2023 | Mejor Canción original          | Super Mario Bros: La Película | Nominado  |

### Premios Independent Spirit
| Año  | Categoría   | Película | Resultado |
| ---- | ----------- | -------- | --------- |
| 2011 | Mejor actor | Bernie   | Nominado  |

### Premios Razzie
| Año  | Categoría  | Película               | Resultado |
| ---- | ---------- | ---------------------- | --------- |
| 2010 | Peor actor | Los viajes de Gulliver | Nominado  |

### Premios Grammy
Nominaciones con el dúo musical Tenacious D conformado por Jack Black y Kyle Gass:
| Año  | Categoría                     | Álbum/Canción     | Resultado |
| ---- | ----------------------------- | ----------------- | --------- |
| 2012 | Mejor Álbum de Comedia        | Rize of the Fenix | Nominado  |
| 2015 | Mejor Interpretación de Metal | The Last in Line  | Ganador   |

### Kids' Choice Awards
| Año  | Trabajo Nominado                               | Categoría               | Resultado | Referencias |
| ---- | ---------------------------------------------- | ----------------------- | --------- | ----------- |
| 2025 | Su papel de Steve en Una película de Minecraft | Actor de cine favorito  | Ganador   | [ 27 ]      |
| 2025 | Su papel de Steve en Una película de Minecraft | Patea traseros favorito | Nominado  | [ 27 ]      |